# Rejon bojkiwski
Rejon bojkiwski – nieistniejąca jednostka administracyjna wchodząca w skład obwodu donieckiego Ukrainy (w latach 1935–2016 roku nosił nazwę rejon telmanowski). 
Rejon utworzony w 1923, miał powierzchnię 1300 km² i liczy około 36 tysięcy mieszkańców. Siedzibą władz rejonu było Bojkiwśke. W 2020 roku w wyniku reformy administracyjnej wszedł w skład nowoutworzonego rejonu kalmiuskiego.
Na terenie rejonu znajdowały się 3 osiedlowe rady i 12 silskich rad, obejmujących w sumie 53 wsie i 4 osady.